# Kanton Lyon-XIII
Der Kanton Lyon-XIII war bis 2015 ein französischer Kanton im Arrondissement Lyon und in der Region Rhône-Alpes. Er gehörte ursprünglich zum Département Rhône und umfasste einen Teil des 3. Stadtbezirks (frz.: 3e arrondissement) von Lyon. Der Kanton wurde abgeschafft, als auf seinem Einzugsgebiet die Métropole de Lyon zum Jahreswechsel 2014/2015 das Département Rhône als übergeordnete Gebietskörperschaft ablöste und die Kantone ihre Funktion als Wahlkreise verloren. Letzter Vertreterin im conseil général des Départements war Najat Vallaud-Belkacem (PS), sie folgte auf Jean Flacher (UMP, Amtszeit 1982–2008) nach.